# NGC 6151
NGC 6151 est un groupe d'étoiles situé dans la constellation de l'Oiseau de paradis. L'astronome britannique John Herschel a enregistré la position de ce groupe le 29 juin 1835.
Ce groupe d'étoiles comprend entre huit et dix étoiles pâles. Herschel a confondu ce groupe d'étoiles avec une galaxie, mais la description qu'il en a faite rend l'identification certaine : "... est à proximité de deux petites étoiles de magnitude 9 et 14; celle de magnitude 9 est la seule en-deçà de 6 minutes d'arc". La base de données Simbad confond ce groupe d'étoiles avec une petite galaxie située à proximité, soit la galaxie PGC 58689.